# Most med rogovoma
Most med rogovoma (arabsko جسر القرن الإفريقي, latinizirano: Jisr al-Qarn al-ʾIfriqiyy, dob. 'Most Afriškega roga') je predlagani gradbeni projekt za izgradnjo mostu med obalo Džibutija in Jemna, čez Bab el Mandeba, med Rdečim morjem in Adenskim zalivom. Gradil bi ga Al Noor Holding Investment. Leta 2010 je bilo objavljeno, da je prva faza odložena. Leta 2015 je v Jemnu znova izbruhnila državljanska vojna. Od julija 2021 ni bilo nič več slišati o projektu in trenutno se domneva, da bo za nedoločen čas prekinjen ali preklican.

## Predvidena struktura
Dolžina mostu je ocenjena na 29 km, s skupnimi stroški okoli 20 milijard USD. Predlagalo ga je podjetje Middle East Development LLC s sedežem v Dubaju, ki ga vodi Tarek Bin Laden. Datum odprtja naj bi bil v letu 2020.
Za zaščito podmornic in površinskih plovil bi predlagani most imel najdaljši viseči razpon na svetu, ki bi meril 5 km. Dolžina celotnega mostu čez Rdeče morje, ki se začne v Jemnu, povezuje z otokom Perim in nadaljuje do Džibutija na afriški celini, bi bila približno 28,5 km. Moral bi omogočiti plovbo zelo velikim ladjam velikosti Suezmax v obe smeri hkrati.
Pričakovano je bilo, da bo most dnevno prečkalo približno 100.000 avtomobilov in 50.000 potnikov po železnici.

## Pričakovana uporaba
Dve mesti, imenovani Al Noor City, bi bili zgrajeni na obeh koncih mostu; bodoči razvijalci lokacije navajajo, da bodo uporabljali obnovljivo energijo. Na strani Džibutija je predsednik Ismael Omar Guelleh odobril 500 km² za izgradnjo mesta Noor, prvega od stotih mest svetlobe, ki jih načrtuje zgraditi skupina Saudi Binladen. Razvijalci navajajo, da pričakujejo, da bo imelo Noor City do leta 2025 2,5 milijona prebivalcev, jemensko pobrateno mesto pa 4,5 milijona, obenem pa predvidevajo novo letališče, ki bo služilo obema mestoma s kapaciteto 100 milijonov potnikov letno. Predlagana je nova avtocesta, ki bi mesti povezala z Dubajem, čeprav ni načrtov za ceste, ki bi povezovale redko poseljen Džibuti s populacijskimi središči Adis Abeba v Etiopiji ali Kartuma v Sudanu. Ena od uporab, ki so si jih zamislili za ta most, je enostaven transkontinentalni dostop do hadža v Meko.
Revija Economist je pripomnila, da razvijalci navajajo, da bo zaradi projekta Noor City »finančno, izobraževalno in medicinsko središče Afrike«, komentirala: »Afričani se morda sprašujejo, zakaj središča ne zgradijo v delčku Afrike, kjer živi več Afričanov in ki ima hrano in vodo«.